# Thorgal: Curse of Atlantis
Thorgal: Curse of Atlantis (укр. Торґал: Прокляття Атлантиди), також відома в Європі як Thorgal: Odin's Curse (укр. Торґал: Прокляття Одіна; фр. Thorgal: La Malédiction d'Odin) — пригодницька відеогра у жанрі «вказати й натиснути» 2002 року, розроблена Cryo Interactive Entertainment і випущена Le Lombard.

## Ігровий процес
Гравець бере на себе роль Торґала, могутнього воїна-вікінга і нащадка Атлантиди, який знаходить магічний артефакт, що дозволяє йому бачити власне майбутнє. Опинившись між реальністю і пророчим баченням, Торґал відкриває для себе передбачене майбутнє, в якому гине його син. Торґал вирішує змінити майбутнє життя свого сина.
Торґал — персонаж коміксів, створений Жаном Ван Гаммом та Ґжеґожем Росінським і опублікований бельгійським видавництвом Le Lombard.

## Огляди
За словами Лоррейн Лю з DreamCatcher Interactive Europe, Thorgal не мав комерційного успіху, особливо в Північній Америці. Вона вбачає причину цього у візуальному оформленні та включенні елементів бойовика, що, на її думку, відштовхнуло аудиторію DreamCatcher.